# Rignieux-le-Franc
Rignieux-le-Franc ist eine französische Gemeinde mit 1.131 Einwohnern (Stand: 1. Januar 2022) im Département Ain in der Region Auvergne-Rhône-Alpes. Sie gehört zum Arrondissement Belley und zum Kanton Meximieux. Die Einwohner werden Rignards genannt.

## Geografie
Die Gemeinde Rignieux-le-Franc liegt etwa 34 Kilometer nordöstlich von Lyon. Das Gemeindegebiet wird vom Flüsschen Toison durchquert. Umgeben wird Rignieux-le-Franc von den Nachbargemeinden Versailleux im Nordwesten und Norden, Crans im Norden und Osten, Villieu-Loyes-Mollon im Osten und Südosten, Meximieux im Südosten und Süden, Saint-Éloi im Südwesten und Westen sowie Joyeux im Westen.

## Bevölkerungsentwicklung
| Jahr                       | 1962 | 1968 | 1975 | 1982 | 1990 | 1999 | 2011 | 2021 |
| -------------------------- | ---- | ---- | ---- | ---- | ---- | ---- | ---- | ---- |
| Einwohner                  | 224  | 205  | 286  | 553  | 743  | 839  | 953  | 1098 |
| Quellen: Cassini und INSEE |      |      |      |      |      |      |      |      |

## Sehenswürdigkeiten
- Kirche Saint-Paul aus dem 12. Jahrhundert
- Monumentalkreuz aus dem 14. Jahrhundert, Monument historique seit 1914
- Monumentalkreuz an der Stelle der früheren Kirche Saint-Mamert (1813 zerstört)

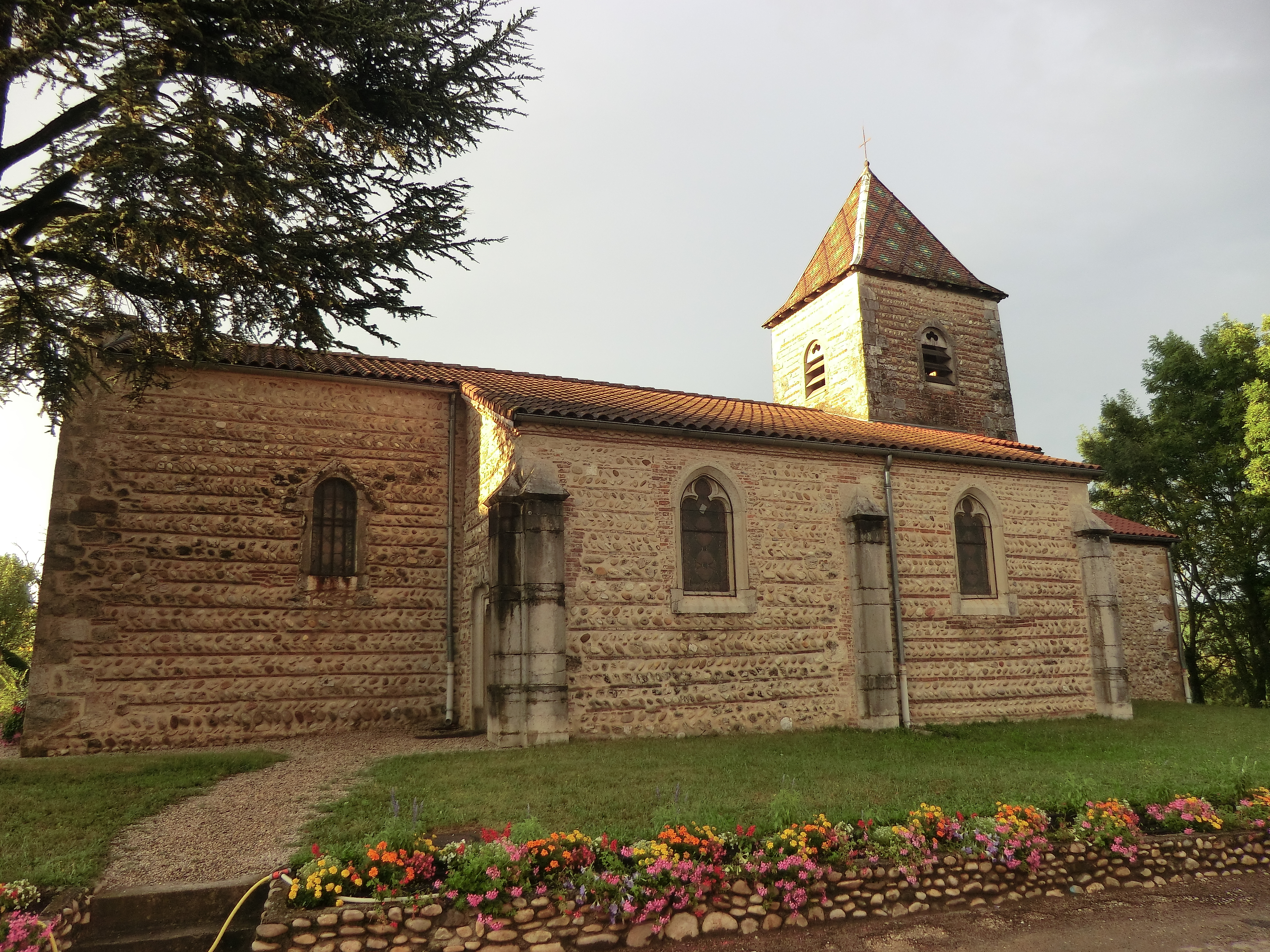
Kirche Saint-Paul
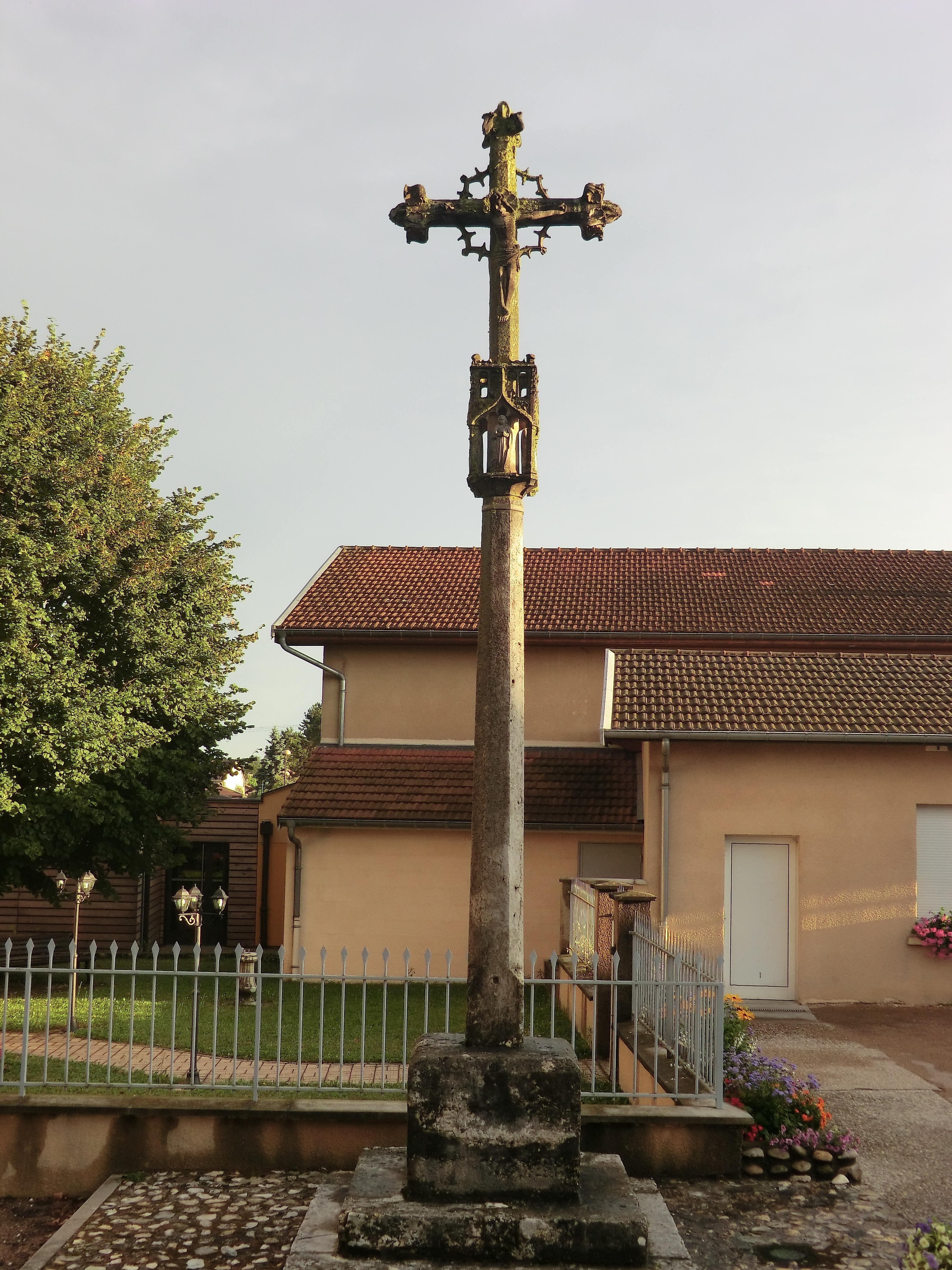
Monumentalkreuz aus dem 14. Jahrhundert
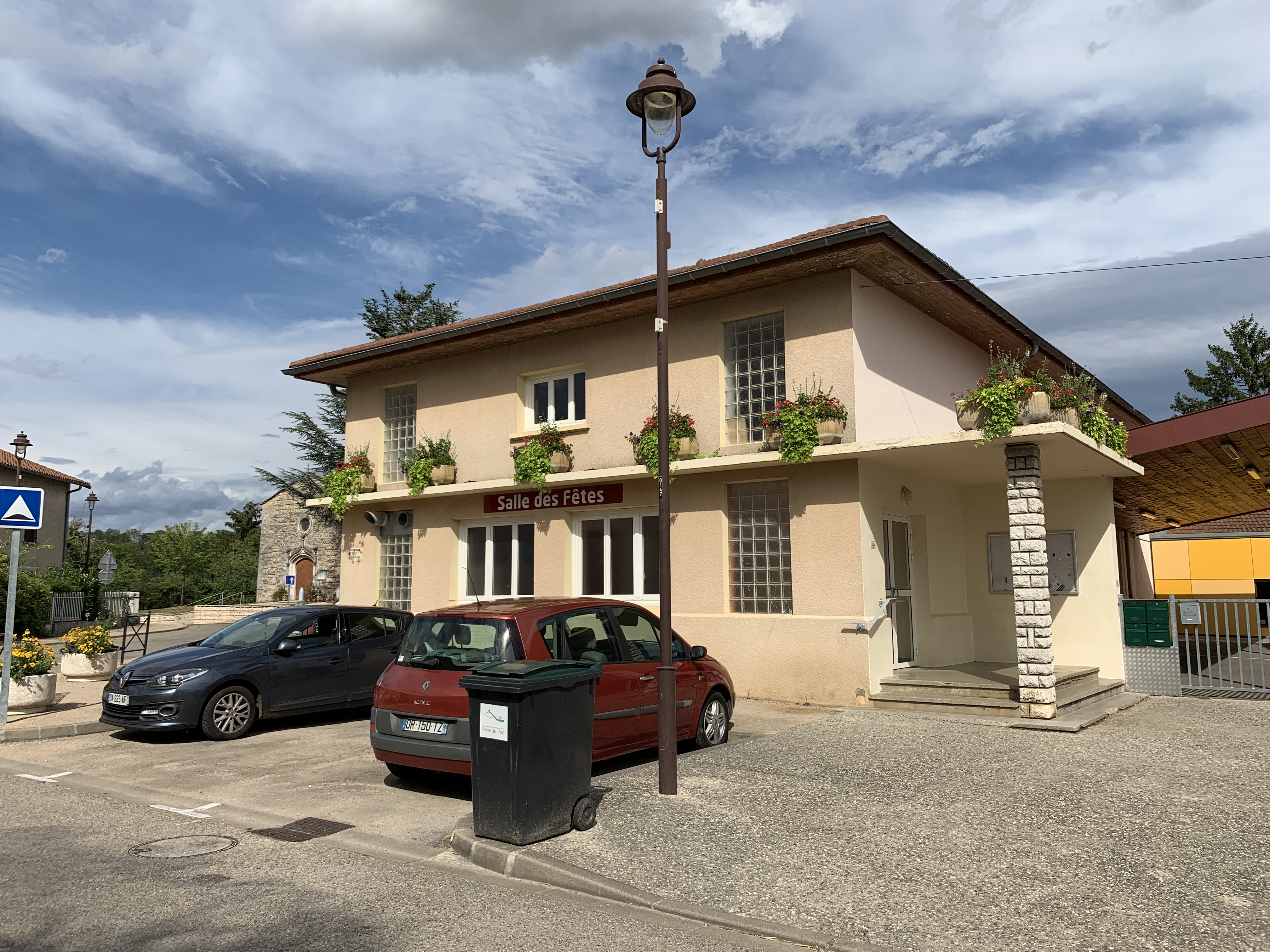
Gemeindefestsaal
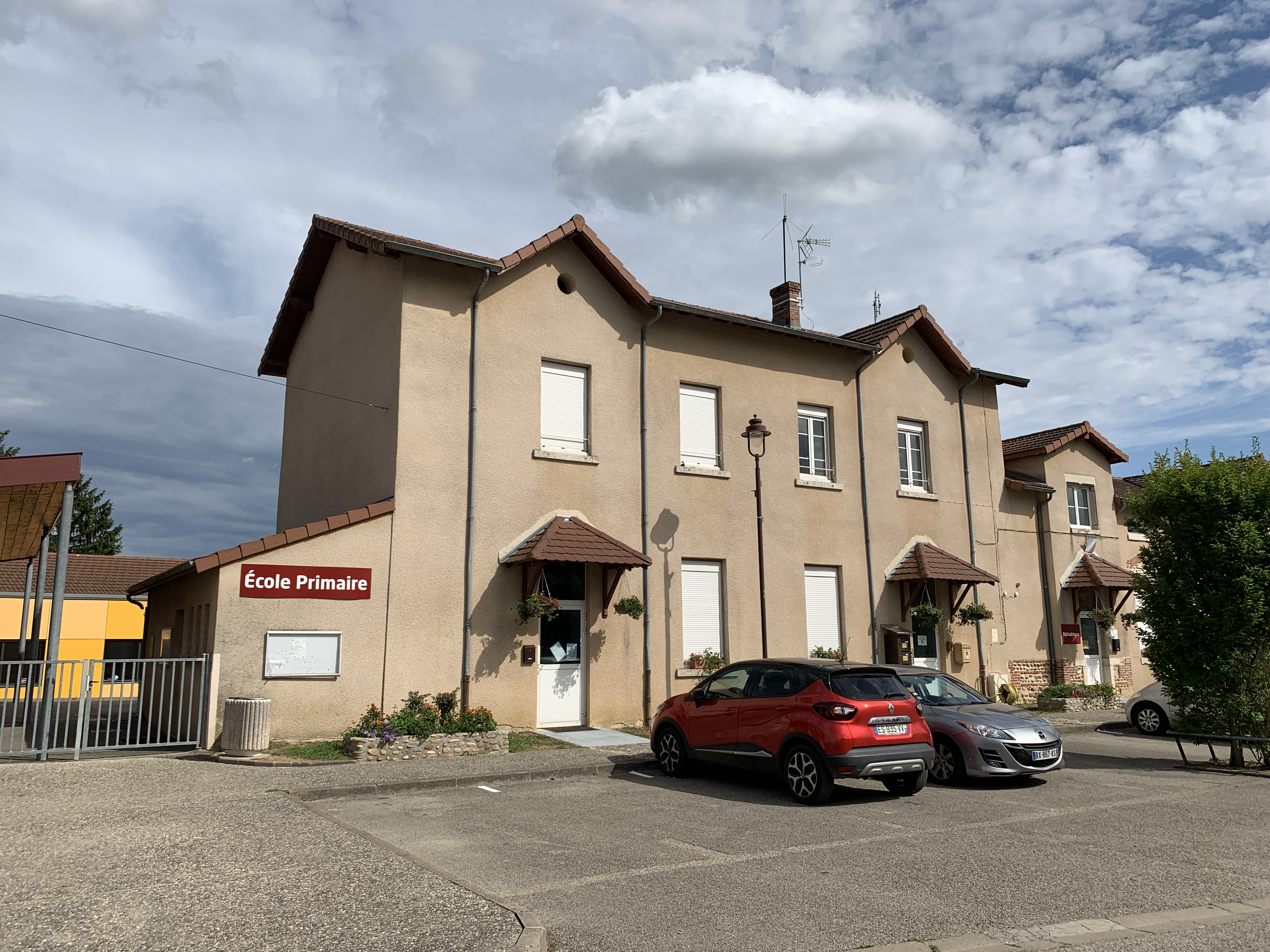
Grundschule
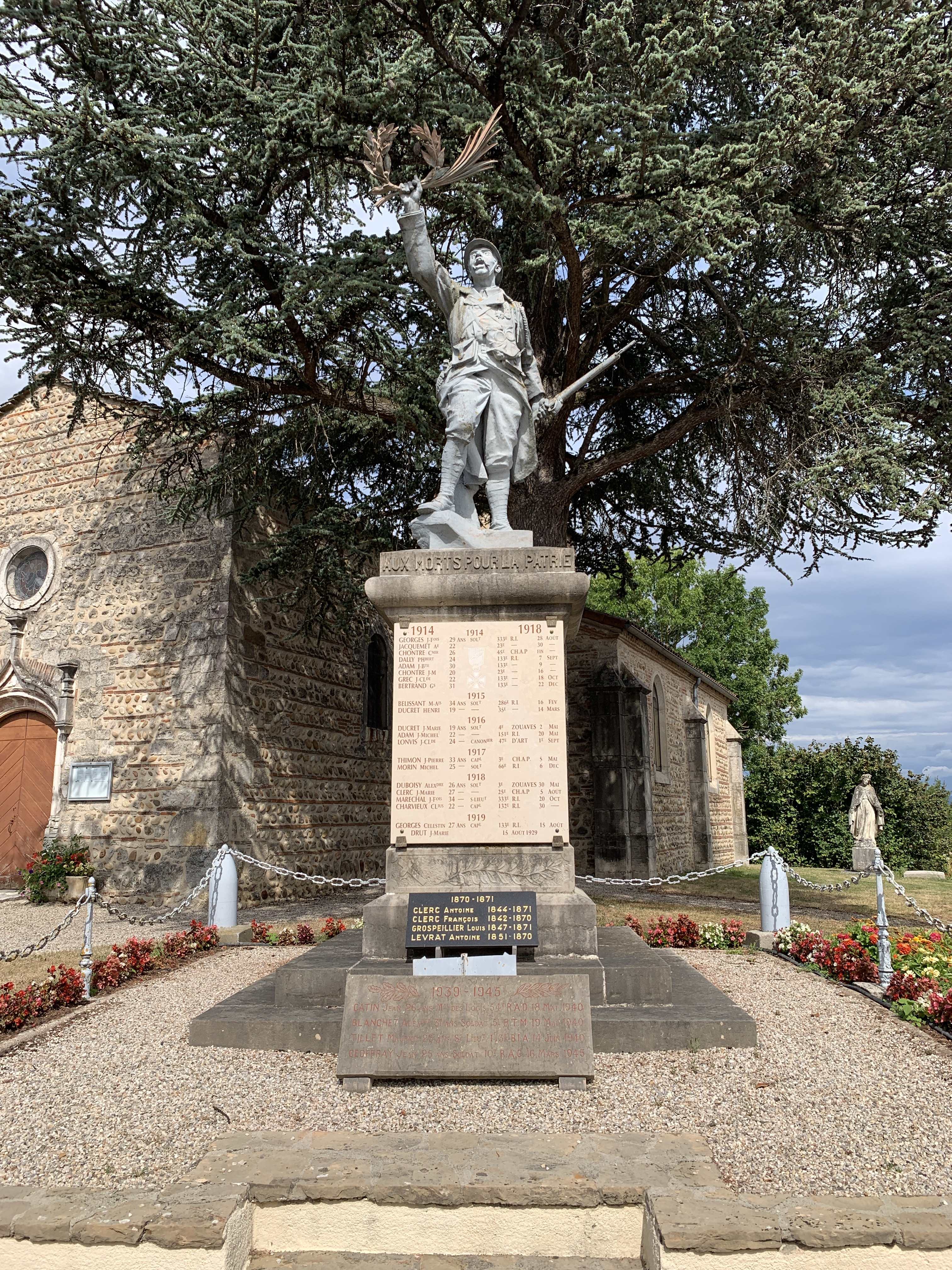
Gefallenendenkmal